# Präfektur Marrakesch

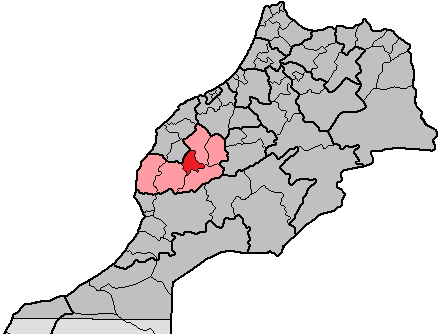
Die Präfektur Marrakesch in der ehemaligen Region Marrakesch-Tensift-Al Haouz

Marrakesch (arabisch عمالة مراكش, Taschelhit ⵜⴰⵎⵖⵓⵔⵜ ⵏ ⵎⵕⵕⴰⴽⵛ Tamɣurt n Mṛṛakc) ist eine Präfektur in Marokko. Sie gehört seit der Verwaltungsreform von 2015 zur Region Marrakesch-Safi (davor zu Marrakesch-Tensift-Al Haouz) und liegt im Süden des Landes. Sie umfasst die Stadt Marrakesch und die sie umgebenden Orte. Die Präfektur hat 1.070.838 Einwohner (2004).
Es gibt 4 städtisch geprägte Gemeinden außerhalb der Agglomeration Marrakesch: Tamansourt, Loudaya, Sidi Zouine und Kettara und
13 überwiegend landwirtschaftlich geprägte Gemeinden: Ouled Hassoune, Al Ouidane, Ouahat Sidi Brahim, Harbil, Lamnabha, Ouled Dlim, Loudaya, Sidi Zouine, Aït Imour, Agafay, Souihla, Saâda und Tassoultante.

## Größte Orte
| Gemeinde       | Einwohner (2. Sept. 1994) | Einwohner (2. Sept. 2014) |
| -------------- | ------------------------- | ------------------------- |
| Marrakesch     | 642.063                   | 928.850                   |
| Mechouar Kasba | 25.100                    | 22.111                    |
| Saâda          | 24.396                    | 39.071                    |
| Loudaya        | 22.247                    | 26.999                    |
| Tassoultante   | 18.192                    | 30.137                    |
| Alouidane      | 17.196                    | 20.925                    |
| Oulad Hassoune | 16.558                    | 19.188                    |
| Ouled Dlim     | 15.909                    | 14.747                    |
| Souihla        | 15.548                    | 19.295                    |